# Diözese Coventry

Wappen der Diözese

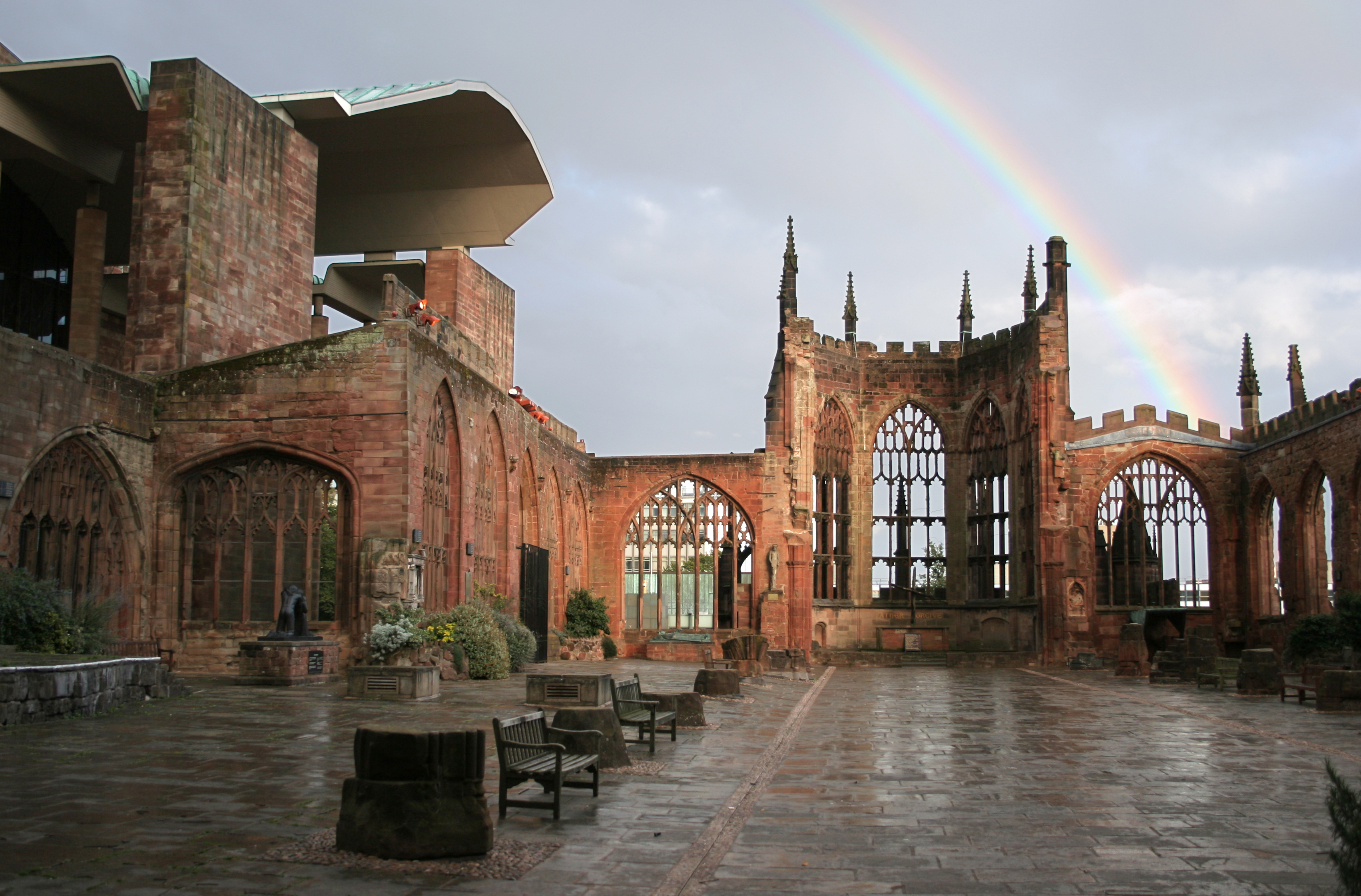
Ruine der historischen Kathedrale von Coventry

Die Diözese Coventry (lateinisch Dioecesis Conventrensis) ist eine Diözese in der Kirchenprovinz Canterbury der anglikanischen Church of England mit Sitz in Coventry. Bis zur englischen Reformation war das Bistum Coventry und Lichfield eine römisch-katholische Diözese. Bischofssitz ist die Coventry Cathedral.

## Diözesangebiet
Die Diözese umfasst Coventry und Warwickshire (ohne North Warwickshire).
Suffragan ist Warwick.

## Geschichte
Das Bistum wurde als Diözese von Mercia 656 durch Diuma gegründet. Durch Bischof Chad von York wurde der Bischofssitz im Jahre 669 nach Lichfield verlegt und die Diözese wurde nach dem Namen der Stadt benannt. Lichfield war in der Zeit von 787 bis 799 Sitz des Erzbischofes Higbert. Offiziell erfolgte die Auflösung des Erzbischofssitzes im Jahre 803.
Der Bischofssitz wurde kurz im Jahre 1075 nach Chester verlegt und 1102 nach Coventry. Ab 1228 wurde Bischof von Coventry und Lichfield der offizielle Titel. Der Bischofssitz war in beiden Kathedralen. Die älteren Namen der Diözesen blieben im allgemeinen Sprachgebrauch.
In den 1530er Jahren, während der Reformation unter Heinrich VIII. wurde das Bistum anglikanisch. Dabei verlor die Kathedrale von Coventry ihren Status als Kathedrale. Nach der Restauration unter Karl II. im Jahre 1660 wurde der offizielle Titel Bischof von Lichfield und Coventry. Im Jahre 1837 wurde Coventry der Diözese Worcester zugeordnet. Dort war Coventry von 1891 bis 1903 Sitz eines Suffraganbischofs.
Die Diözese Coventry wurde 1918 unter König Georg V. wieder errichtet und die Pfarrkirche Saint Michael zur Kathedrale erhoben. Die Kathedrale wurde durch Brandbomben der deutschen Luftwaffe in der Nacht des 14. November 1940 schwer beschädigt und ist heute ein Ruinemahnmal direkt neben der neuen Kathedrale, die am 25. Mai 1962 geweiht wurde.
Bischöfin von Coventry ist seit 2025 Sophie Jelley. 